# コミックバンド

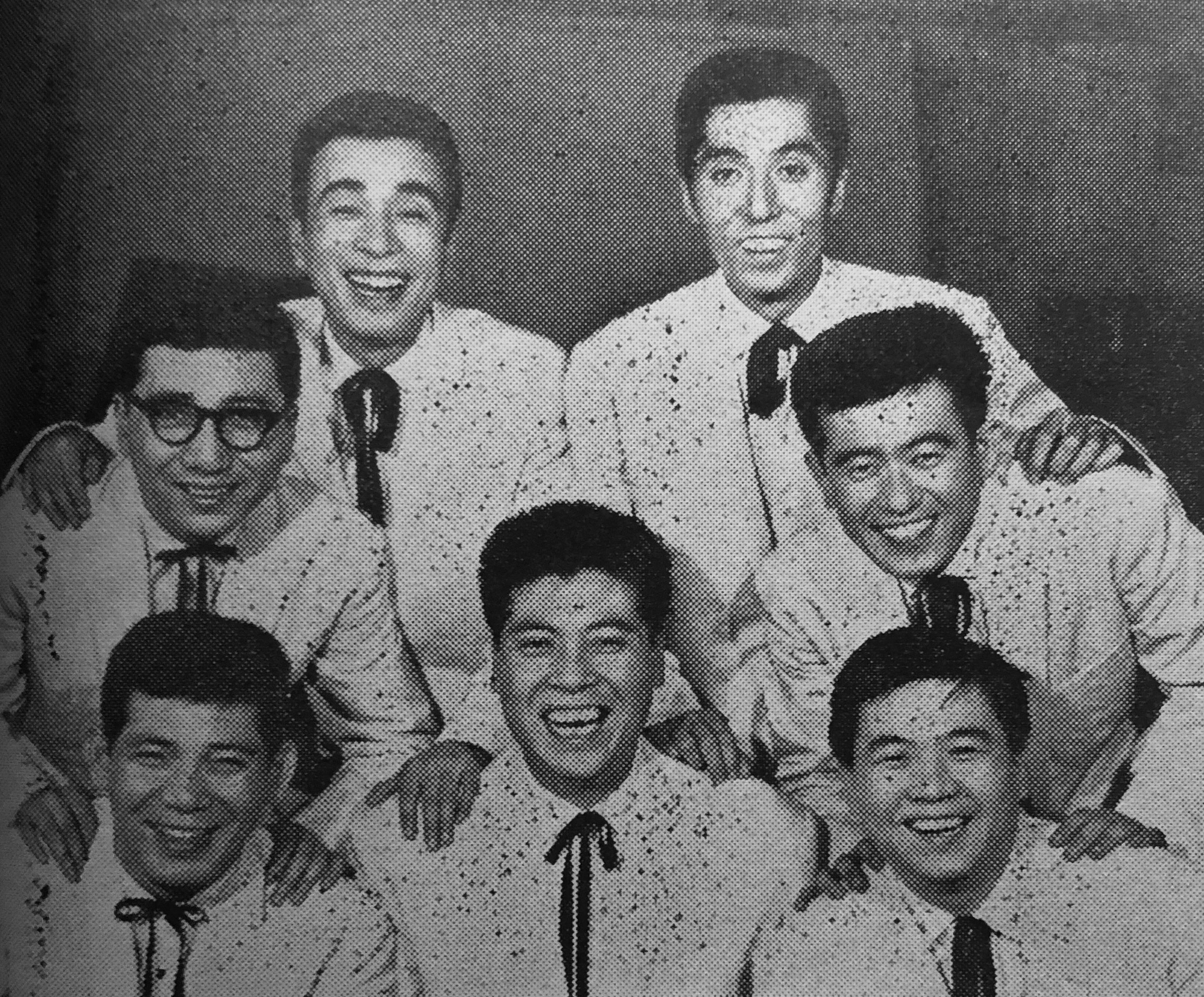
ハナ肇とクレージーキャッツ（1964年頃）

コミックバンドとは、音楽の演奏よりも、滑稽な仕草や面白おかしい歌詞で聴衆を楽しませるバンドのこと。コミックソングを演奏するバンド。ユーモアやジョーク、知性、パロディ、ギャグ、しゃれなどを含む集団が、より優れたバンドと言える。
世界では、ボンゾ・ドッグ・ドゥー・ダー・バンドやモンティ・パイソンなど。
日本では、ハナ肇とクレージーキャッツやザ・ドリフターズなどが有名である。
クレージーキャッツは、ザ・ピーナッツらとともに日本テレビの「シャボン玉ホリデー」にレギュラー出演後に人気を博し、全国的な知名度を持つバンドとなった。

## 概要
コミックバンドは、演奏中に滑稽な仕草を挿んだり何かを茶化すような歌詞で歌い、聴衆を楽しませる音楽家からなる演奏集団（バンド）のことである。演芸の演出の一つとして活動するバンド、コミックソングを歌うバンドなどに大きく分かれている。コミックバンドとして最たる位置に居たビジーフォーのモト冬樹による「（音楽コントをする正統な）コミックバンドは絶滅した」との発言も残されている。
特に滑稽な歌詞を主体とした楽曲をコミックソングと言い、コミックソング演奏を主とするところもある。その形態はお笑いに通じともすれば通俗的で、音楽そのものを主体とする歌謡曲やロックなどと異なる見方をされることもあるというが、実はコミックバンドの中には、確かな演奏力を備えつつも聴衆を笑い楽しませるための演出や知的なユーモア・ペーソスを持つ集団もあり、一概に音楽性を追求するバンドより程度が低いとも限らない。
コミックバンドの多くが、演奏しながら聴衆や観客を笑わせるために、意図して馬鹿馬鹿しい行為を取り入れ、その実として演奏は二の次であることもある。したがって、コミックバンドのライブがコントなどに近く、音楽主体の演奏会とは異なる進行であることも少なくない。
発足当初はコミックバンドとして活動するも、後にコメディアンとしての活動が主体となったバンドも見受けられ、ザ・ドリフターズのようにコミックバンドとしてよりもお笑いタレント集団としての活動で知られたところもみられる。
中産階級向けのニューミュージックやJ-POPのバンドは、コミックバンドと一線を画すとの見方をされることもある。

## 主なコミックバンド
- ハナ肇とクレージーキャッツ
- ザ・ドリフターズ
- ドンキーカルテット
- フランキー堺とシティ・スリッカーズ
- ビジーフォー
- ダディ竹千代&東京おとぼけCATS
- 欽ちゃんバンド
- おかげ様ブラザーズ
- スパイク・ジョーンズ&ザ・シティ・スリッカーズ
- ボンゾ・ドッグ・ドゥー・ダー・バンド
- グレゴリー・ブラザーズ
- こひごころ
- クエッション・ボーイズ→ザ・パンチャーズ
- スプリングボーイズ→ザ・ダッシュ
- ファンキーガイズ→殿様キングス
- 那須三郎とダスターポット・岡本八とダスターポット
- ジャイアント吉田とブラックジャック
- 青山三丁目バンド→足立区バンド→ビートたけしとシークレットポリス
- バンバンG
- ちんどんちゃん
- フラット・セブン
- THE南無ズ
- コミックシンガーズ
- KUSO樂團
- ワレメに注意
- 谷啓&スーパーマーケット
- EDA SULLIVANS
- Vacancy Control
- ENIGUMA
- かかってこいこのヤローSPECIAL
- OSAKA(オサカ)
- エレキ隊
- 桃色軍団
- ザ・レヲナルズ
- ウルフルズ
- ラトルズ
- 四星球
- ヤバイTシャツ屋さん
- 超能力戦士ドリアン
- GOING STEADY→銀杏BOYZ
- 夕闇に誘いし漆黒の天使達
- Jin-Machine
- オメでたい頭でなにより
- 突撃!毛沢東(凸もー)
- すごいバンド名にしたかった。